# BKK-Landesverband Nordwest
Der BKK-Landesverband Nordwest ist die Interessensvertretung der Betriebskrankenkassen und schließt für die rund 3 Mio. Versicherten in Nordrhein-Westfalen, Hamburg, Schleswig-Holstein und Mecklenburg-Vorpommern die Versorgungsverträge mit den Partnern im Gesundheitswesen. Er hat seinen juristischen Sitz in Essen und ist wie jede BKK eine Körperschaft des öffentlichen Rechts.

## Geschichte
Der BKK-Landesverband Nordwest, der unter diesem Namen und in der heutigen Form seit dem 1. Juli 2010 besteht, resultiert aus der Fusion des BKK-Landesverbandes Nord mit dem BKK-Landesverband Nordrhein-Westfalen.

## Mitgliedskassen
- Bertelsmann BKK, Gütersloh
- Betriebskrankenkasse Miele, Gütersloh (betriebsbezogen)
- BKK Deutsche Bank AG, Düsseldorf (betriebsbezogen)
- BKK Diakonie, Bielefeld
- BKK Dürkopp Adler, Bielefeld
- BKK Euregio, Heinsberg
- BKK Gildemeister Seidensticker, Bielefeld
- BKK Melitta HMR, Minden
- Betriebskrankenkasse VDN, Schwerte
- Continentale Betriebskrankenkasse, Hamburg
- Die Bergische Krankenkasse, Solingen
- Heimat Krankenkasse, Bielefeld
- Novitas BKK, Duisburg
- Viactiv Krankenkasse, Bochum

## Aufgaben
Die Aufgaben der Organisation umfassen insbesondere die politische Interessenvertretung und Öffentlichkeitsarbeit seiner Mitgliedskassen sowie die Verhandlung und der Abschluss von Verträgen mit Ärzten, Zahnärzten, Krankenhäusern und anderen Leistungserbringern im Gesundheitswesen.
- die Gestaltung der BKK Vertragspolitik (Vertragsverhandlungen und Vertragsabschlüsse mit Ärzten und Zahnärzten, Krankenhäusern, Pflegeeinrichtungen und weiteren Leistungserbringern des Gesundheitswesens)
- die BKK Interessenvertretung im Bereich Politik und der (Fach-)Öffentlichkeit
- die konzertierte Mitwirkung in Fragen der Gesetzgebung und Verwaltung
- die Ausarbeitung individueller Zusatzangebote für die Betriebskrankenkassen
- Gesundheitsversorgung in der Region
- Beratung und Unterrichtung der Mitgliedskassen u. a. im Versicherungsrecht

## Leitbild
Das oberste Ziel der BKK und ihrer Verbände ist die Sicherung der zentralen Versorgungsstrukturen in den Regionen Nordrhein-Westfalen, Hamburg, Schleswig-Holstein und Mecklenburg-Vorpommern  Dabei soll die Gesundheitsversorgung effizient organisiert und bedarfsorientierte Produkte für die Marktteilnehmer geschaffen werden. Der Verband ist dem Verbraucherschutzgedanken der Versicherten und Patienten sowie dem Wohl der GKV verpflichtet.

## Politische Lobbyarbeit
Der BKK-Landesverband Nordwest als Dachorganisation ist Repräsentant für die Vermittlung der Interessen zwischen seinen Mitgliedskassen, Parteien und Regierung und um dort die Interessen in die politischen Entscheidungsprozesse einzubringen.
Neben regelmäßigen Gesprächen mit Landes-, Bundes- und EU-Abgeordneten, bringt sich der BKK-Landesverband Nordwest in Gesetzgebungsverfahren ein (LSG-Urteil Krankengeld und Auslandsversicherte, Psychiatrieplan NRW).

## Verwaltungsrat
Das oberste Gremium des BKK-Landesverband Nordwest ist der Verwaltungsrat. Er besteht je zur Hälfte aus ehrenamtlichen Versicherten- und Arbeitgebervertretern der Mitgliedskassen und legt die grundsätzliche Linie der Verbandspolitik fest.
Die Mitglieder des Verwaltungsrats führen ihr Amt ehrenamtlich aus. Ihre Amtsdauer beträgt sechs Jahre.

## Vorstand
Der Vorstand des Verbands führt hauptamtlich die laufenden Verwaltungsgeschäfte, vertritt den Verband nach außen und sorgt für die Umsetzung der Beschlüsse des Verwaltungsrats.

## Finanzierung
Der BKK-Landesverband Nordwest wird durch Beiträge seiner Mitgliedskassen (Mitglieds- und Wohnortbeitrag) sowie von Betriebskrankenkassen mit Versicherten mit Wohnsitz im Zuständigkeitsbereich des BKK-Landesverbandes (Wohnortbeitrag) und durch sonstige Einnahmen finanziert.